# William Small

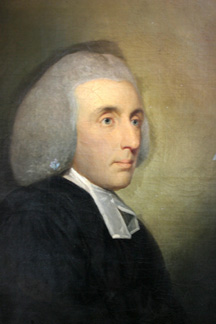
Portret van William Small door Tilly Kettle rond 1765.

William Small (Carmyllie, Angus, Schotland, 13 oktober 1734 – Birmingham, 25 februari 1775) was een Brits hoogleraar natuurfilosofie, arts en netwerker. Hij was in het derde kwart van de 18e eeuw bevriend met en had grote invloed op een aantal zeer vooraanstaande persoonlijkheden.

## Jeugdjaren
Als zoon van de presbyteriaanse dominee James Small begon William zijn opleiding aan de Dundee Grammar School. In aansluiting daarop studeerde hij vanaf 1755 aan het Marischall College in Aberdeen geneeskunde en natuurwetenschappen. Hij volgde daar colleges in de wiskunde, natuurkunde, filosofie, klassieke talen, scheikunde, anatomie, Materia Medica (tegenwoordig farmacologie), chirurgie en verloskunde. Tegen het einde van zijn studies werd Small in 1758 op 24-jarige leeftijd benoemd tot hoogleraar natuurwetenschappen aan het College van Willem en Mary in Williamsburg in de toenmalige Britse kolonie Virginia. Voor de periode van zijn hoogleraarschap onderbrak Small zijn studie, maar na zijn terugkeer nam hij deze weer op. Nog in hetzelfde jaar studeerde hij af.

## Verblijf in Virginia
Nu afgestudeerd keerde hij in 1758 terug naar Virginia, waar hij zes jaar zou blijven. Gedurende zijn tijd als hoogleraar natuurfilosofie aan het "College van Willem en Mary" in Virginia was Thomas Jefferson een van zijn leerlingen. Small had een grote invloed op de jonge Jefferson. Small stelde hem voor aan een aantal vooraanstaande personen, die een belangrijke rol in het leven van Jefferson zouden spelen, daaronder George Wythe, een vooraanstaand jurist in de koloniën en Francis Fauquier, de gouverneur van Virginia.
Terugdenkend aan zijn studietijd beschreef Jefferson William Small als volgt:

een man met een diepgaande kennis in de nuttige takken van de wetenschap, met een groot talent voor communicatie, correct en met beschaafde omgangsvormen en een grote en liberale geest ... uit zijn conversatie kreeg ik mijn eerste vergezichten op de expansie van de natuurwetenschappen en het samenspel van dingen, waarin wij mensen ons bevinden.

## Tijd in Birmingham
In 1764 keerde Small terug naar Groot-Brittannië. Hij had een door Benjamin Franklin geschreven introductiebrief bij Matthew Boulton op zak. Via deze connectie maakte Small kennis met de kring rondom de latere Lunar Society, een prestigieuze club van wetenschappers en industriëlen uit de Britse Midlands.
In 1765 ontving hij zijn MD. Hij vestigde nu een medische praktijk in Birmingham. Small werd de huisarts van Matthew Boulton. Hij raakte ook zeer goed bevriend met Erasmus Darwin, Thomas Day, James Keir, James Watt, Anna Seward en anderen in de kring van de Lunar Society. Hij was een van de meest geliefde leden in dit genootschap. Behalve dat hij een actieve bijdrage aan de debatten leverde, was zijn grootste kracht om mensen tot elkaar te brengen en kleine conflicten in de kiem te smoren.
In het begin van de jaren 1772/1774 was hij instrumenteel in pogingen om zijn vriend James Watt naar Birmingham te halen.
Small stierf op 25 februari 1775 aan de gevolgen van de malaria, die hij gedurende zijn verblijf in Virginia had opgelopen. Hij ligt begraven op het kerkhof van de St. Philips kerk in Birmingham.

## Nagedachtenis
Het William Small Physical Laboratory, waar de faculteit natuurkunde van de College of William & Mary is gevestigd in naar hem vernoemd.

## Voetnoten
1. ↑  (de)  Lord Ritchie-Calder, Gerhard Piehl, Ein Elitezirkel vor 200 Jahren: die Lunar Society von Birmingham, Heidelberg, Verzameld werk: Spectrum of Science, 1982, augustus, blz. 102